# Photinus obscurellus
Photinus obscurellus är en skalbaggsart som beskrevs av Leconte 1851. Photinus obscurellus ingår i släktet Photinus och familjen lysmaskar. Inga underarter finns listade i Catalogue of Life.